# 鷹翔千空
鷹翔 千空（たかと ちあき、5月18日 - ）は、宝塚歌劇団宙組に所属する男役スター。
滋賀県草津市、県立東大津高等学校出身。身長175cm。血液型A型。愛称は「こってぃ」。

## 来歴
2013年、宝塚音楽学校入学。
2015年、音楽学校卒業後、宝塚歌劇団に101期生として首席入団。月組公演「1789」で初舞台。その後、宙組に配属。
2016年の阪急阪神初詣ポスターモデルに起用される。
2018年、真風涼帆・星風まどかトップコンビ大劇場お披露目となる「天は赤い河のほとり」で、新人公演初主演。
2019年の「オーシャンズ11」で2度目の新人公演主演。
2023年の「夢現の先に」でバウホール公演初主演。

## 人物
同じ滋賀県出身の元星組トップスター・安蘭けいがきっかけで宝塚に熱中し、音楽学校受験を決意。
芸名は、音楽学校の本科生時代に、草津に帰省した際に漢字ごと思いついた。「空」の字は「空席」を連想させ、興行界では敬遠される文字だが、自身の生まれが5月のため「秋」ではしっくりこず、田舎の広い空を見てひらめいたので、「空」とした。

## 主な舞台

### 初舞台
- 2015年4 - 6月、月組『1789-バスティーユの恋人たち-』（宝塚大劇場のみ）[7]

### 宙組時代
- 2015年8月、専科『オイディプス王』（バウホール） - コロス
- 2015年10 - 11月、『メランコリック・ジゴロ』『シトラスの風III』（全国ツアー）
- 2016年1 - 3月、『Shakespeare〜空に満つるは、尽きせぬ言の葉〜』 - 新人公演：五月祭の男／一座の男（ブルータス）『HOT EYES!!』
- 2016年5月、『ヴァンパイア・サクセション』（ドラマシティ・KAAT神奈川芸術劇場）
- 2016年6月、『Bow Singing Workshop〜宙〜』（バウホール）
- 2016年7 - 10月、『エリザベート-愛と死の輪舞（ロンド）-』 - 新人公演：ルドルフ（本役：澄輝さやと／蒼羽りく／桜木みなと）[9]
- 2017年2 - 4月、『王妃の館-Château de la Reine-』 - 新人公演：ルイ14世（本役：真風涼帆）『VIVA! FESTA!』[9]
- 2017年6月、『パーシャルタイムトラベル 時空の果てに』（バウホール） - 中世の男
- 2017年8 - 11月、『神々の土地』 - 近衛騎兵将校、新人公演：フェリックス・ユスポフ（本役：真風涼帆）『クラシカル ビジュー』[11][9]
- 2018年1月、『WEST SIDE STORY』（東京国際フォーラム） - ジェッツの男
- 2018年3 - 6月、『天（そら）は赤い河のほとり』 - マッティワザ（少年時代）／ミタンニ兵、新人公演：カイル・ムルシリ（本役：真風涼帆）『シトラスの風-Sunrise-』 新人公演初主演[10][11]
- 2018年8月、『ハッスル メイツ!』（バウホール）
- 2018年10 - 12月、『白鷺（しらさぎ）の城（しろ）』『異人たちのルネサンス』 - 新人公演：ペルジーノ（本役：澄輝さやと）
- 2019年2 - 3月、『群盗-Die Räuber-』（ドラマシティ・日本青年館） - ヴァールハイト
- 2019年4 - 7月、『オーシャンズ11』 - ターク・モロイ、新人公演：ダニー・オーシャン（本役：真風涼帆） 新人公演主演[4][11]
- 2019年9月、『リッツ・ホテルくらいに大きなダイヤモンド』（バウホール） - パーシー・グレイブス
- 2019年11 - 2020年2月、『El Japón（エル ハポン）-イスパニアのサムライ-』 - 九郎右衛門、新人公演：エリアス（本役：桜木みなと）『アクアヴィーテ（aquavitae）!!』
- 2020年8月、『壮麗帝』（ドラマシティ） - アフメト
- 2020年11 - 2021年2月、『アナスタシア』 - サーヴィチ
- 2021年6 - 9月、『シャーロック・ホームズ-The Game Is Afoot!-』 - セバスチャン・モラン大佐、新人公演：ジェームズ・モリアーティ（本役：芹香斗亜）『Délicieux（デリシュー）!-甘美なる巴里-』
- 2021年11 - 12月、『バロンの末裔』 - ブリンクリー『アクアヴィーテ（aquavitae）!!』（全国ツアー）
- 2022年2 - 3月、『NEVER SAY GOODBYE』（宝塚大劇場） - ビョルン／ココナツ・ボーイ
- 2022年4 - 5月、『NEVER SAY GOODBYE』（東京宝塚劇場） - ビョルン／ココナツ・ボーイ、新人公演：ヴィセント・ロメロ（本役：芹香斗亜）
- 2022年6月、『FLY WITH ME（フライ ウィズ ミー）』（東京ガーデンシアター）
- 2022年8 - 11月、『HiGH&LOW-THE PREQUEL-』 - 村山良樹『Capricciosa（カプリチョーザ）!!』[3]
- 2023年1月、『夢現（ゆめうつつ）の先に』（バウホール） - 僕 バウ初主演[12][2]
- 2023年3 - 6月、『カジノ・ロワイヤル〜我が名はボンド〜』 - イリヤ
- 2023年7 - 8月、『大逆転裁判』（ドラマシティ・KAAT神奈川芸術劇場） - シャーロック・ホームズ[13]
- 2023年9月、『PAGAD（パガド）』 - アントニオ『Sky Fantasy!』（宝塚大劇場のみ）
- 2024年6 - 8月、『Le Grand Escalier-ル・グラン・エスカリエ-』
- 2024年10 - 11月、『大海賊』 - ロックウェル『Heat on Beat!（ヒートオンビート）-Evolution-』（全国ツアー）
- 2025年1 - 4月、『宝塚110年の恋のうた』『Razzle Dazzle（ラズル ダズル）』 - カイル
- 2025年6 - 7月、『RED STONE』（KAAT神奈川芸術劇場・ドラマシティ） - ジーノ・ロッシ
- 2025年9 - 2026年1月、『PRINCE OF LEGEND』 - 綾小路葵『BAYSIDE STAR』

## 出演イベント
- 2016年12月、タカラヅカスペシャル2016『Music Succession to Next』[注釈 1]
- 2018年2月、『宙組誕生20周年記念イベント』[9]
- 2019年7月、『宝塚巴里祭2019』
- 2021年4月、星風まどかミュージック・サロン『夢みるMadonna』

## TV出演
- 2015年9月、NHK『経世済民の男 小林一三』後編 - 宝塚歌劇団団員[14]

## 広告
- 2016年、『阪急阪神』初詣ポスターモデル[8]